# Gare de Vinay
La gare de Vinay est une gare ferroviaire française située sur le territoire de la commune de Vinay, dans le département de l'Isère en région Auvergne-Rhône-Alpes.
Elle est mise en service en 1864 par la Compagnie des chemins de fer de Paris à Lyon et à la Méditerranée. C'est une gare de la Société nationale des chemins de fer français (SNCF), desservie par des trains TER Auvergne-Rhône-Alpes.

## Situation ferroviaire
Établie à 263 m d'altitude, la gare de Vinay est située au point kilométrique (PK) 57,984 de la ligne de Valence à Moirans entre les gares ouvertes de Saint-Marcellin et de Poliénas. En direction de Moirans, s'intercale l'ancienne gare de l'Albenc.

## Histoire
La gare de Vinay est mise en service par la Compagnie des chemins de fer de Paris à Lyon et à la Méditerranée (PLM), lors de l'inauguration de la ligne Valence - Moirans le 9 mai 1864, construite à l'origine à voie unique. C'est un bâtiment de deuxième classe dans la nomenclature PLM, avec cinq portes.
La deuxième voie est inaugurée le 1er juin 1912 avant d'être déposée à l'été 1917. Elle sera à nouveau rétablie en 1922. La ligne du Sillon Alpin a été modernisée et électrifiée à l'occasion de travaux menés de 2007 à 2013.
Passant de 120 voyageurs par jour en 2003, à 554 voyageurs par jour en 2008 malgré l'interruption de trafic à cause des travaux, la progression de fréquentation de la gare a été le déclencheur de travaux pour améliorer l'accueil du public. Ce projet a été l'occasion de réhabiliter le quartier et de mieux relier la gare au centre-ville.

## Services voyageurs

### Accueil
Halte SNCF, c'est un point d'arrêt non géré (PANG) à accès libre, qui dispose d'un automate TER Auvergne-Rhône-Alpes pour l'achat des titres de transport. Elle est équipée d'une passerelle accessible avec des ascenseurs. On trouve une sandwicherie dans l'ancien bâtiment voyageur et un magasin de producteur dans l'ancienne halle marchandise.

### Desserte
Vinay est desservie par des trains TER Auvergne-Rhône-Alpes qui effectuent des missions entre les gares de Saint-Marcellin et de Grenoble-Universités-Gières.

### Intermodalité
La gare dispose d'un parking et de parcs à vélo.

## Patrimoine ferroviaire
L'ancien bâtiment voyageur du PLM est toujours présent, désaffecté, il héberge une sandwicherie au rez-de-chaussée et un gite d'étape pour cycliste au premier étage. L'ancienne halle à marchandises accueille un magasin de producteur. 